# Шорт-трек на зимних Олимпийских играх 2018 — 500 метров (женщины)
Соревнования по шорт-треку среди женщин на дистанции 500 метров на зимних Олимпийских играх 2018 прошли 10 и 13 февраля в ледовом зале «Кёнпхо». В соревновании выступили 32 спортсменки из 14 стран. Квалификация на Игры осуществлялась по итогам четырёх этапов Кубка мира 2017/2018.
Предыдущей олимпийской чемпионкой являлась китайская конькобежка Ли Цзяньжоу, завершившая спортивную карьеру после Игр в Сочи.
27-летняя итальянка Арианна Фонтана выиграла первое в карьере олимпийское золото. Ранее на её счету было 5 олимпийских медалей с Игр 2006, 2010 и 2014 годов.

## Медалисты
| Золото                 | Серебро                    | Бронза           |
| Арианна Фонтана Италия | Яра ван Керкхоф Нидерланды | Ким Бутен Канада |

## Расписание
Время местное (UTC+9)
| Дата       | Время | Раунд                         |
| ---------- | ----- | ----------------------------- |
| 10 февраля | 19:00 | Квалификация                  |
| 13 февраля | 19:00 | Четвертьфинал Полуфинал Финал |

## Рекорды
До начала зимних Олимпийских игр 2018 года мировой и олимпийский рекорды были следующими:
| Мировой рекорд     | Элиза Кристи (GBR) | 42,335 | Солт-Лейк-Сити | 13 ноября 2016  |
| Олимпийский рекорд | Ван Мэн (CHN)      | 42,985 | Ванкувер       | 17 февраля 2010 |

## Результаты

### Квалификация
В квалификационном раунде участвуют 32 спортсменки, разделённые на 8 забегов по 4 конькобежки в каждом. В следующий раунд соревнований выходят по 2 лучших спортсменки из каждого забега.

#### Забег 1
| Место | Номер | Спортсменка         | Страна | Время  | Отставание | Примечание |
| ----- | ----- | ------------------- | ------ | ------ | ---------- | ---------- |
| 1     | 24    | Ким Бутен           | Канада | 43,634 | +0,000     | Q          |
| 2     | 28    | Наталия Малишевская | Польша | 43,725 | +0,091     | Q          |
| 3     | 134   | Лана Геринг         | США    | 43,825 | +0,191     |            |
| 4     | 35    | Лючия Перетти       | Италия | 43,994 | +0,360     |            |

#### Забег 2
| Место | Номер | Спортсменка      | Страна         | Время       | Отставание  | Примечание |
| ----- | ----- | ---------------- | -------------- | ----------- | ----------- | ---------- |
| 1     | 9     | Арианна Фонтана  | Италия         | 43,214      | +0,000      | Q          |
| 2     | 29    | Андреа Кеслер    | Венгрия        | 43,274      | +0,060      | Q          |
| 3     | 30    | Кэтрин Томсон    | Великобритания | 1:08,896    | +25,682     |            |
| 4     | 7     | Сюзанне Схюлтинг | Нидерланды     | без времени | без времени |            |

#### Забег 3
| Место | Номер | Спортсменка       | Страна     | Время  | Отставание | Примечание |
| ----- | ----- | ----------------- | ---------- | ------ | ---------- | ---------- |
| 1     | 13    | Софья Просвирнова | ОСР        | 43,376 | +0,000     | Q          |
| 2     | 21    | Яра ван Керкхоф   | Нидерланды | 43,430 | +0,054     | Q          |
| 3     | 20    | Бианка Вальтер    | Германия   | 43,541 | +0,165     |            |
| 4     | 27    | Сумирэ Кикути     | Япония     | 44,838 | +1,462     |            |

#### Забег 4
| Место | Номер | Спортсменка     | Страна           | Время     | Отставание | Примечание |
| ----- | ----- | --------------- | ---------------- | --------- | ---------- | ---------- |
| 1     | 1     | Элиза Кристи    | Великобритания   | 42,872 OR | +0,000     | Q          |
| 2     | 67    | Цюй Чуньюй      | Китай            | 42,971    | +0,099     | Q          |
| 3     | 3     | Сим Сок Хи      | Республика Корея | 43,048    | +0,176     |            |
| 4     | 26    | Вероник Пьеррон | Франция          | 43,148    | +0,276     |            |

#### Забег 5
| Место | Номер | Спортсменка        | Страна           | Время  | Отставание | Примечание |
| ----- | ----- | ------------------ | ---------------- | ------ | ---------- | ---------- |
| 1     | 5     | Фань Кэсинь        | Китай            | 43,350 | +0,000     | Q          |
| 2     | 135   | Мааме Биней        | США              | 43,665 | +0,315     | Q          |
| 3     | 128   | Ким А Ран          | Республика Корея | 43,724 | +0,374     |            |
| 4     | 34    | Анастасия Крестова | Казахстан        | 43,814 | +0,464     |            |

#### Забег 6
| Место | Номер | Спортсменка        | Страна  | Время  | Отставание | Примечание |
| ----- | ----- | ------------------ | ------- | ------ | ---------- | ---------- |
| 1     | 138   | Мартина Вальчепина | Италия  | 43,698 | +0,000     | Q          |
| 2     | 48    | Хань Юйтун         | Китай   | 43,719 | +0,021     | Q          |
| 3     | 19    | Тифани Уо-Маршан   | Франция | 44,659 | +0,961     |            |
| —     | 59    | Джейми Макдональд  | Канада  | —      | —          | PEN        |

#### Забег 7
| Место | Номер | Спортсменка           | Страна     | Время  | Отставание | Примечание |
| ----- | ----- | --------------------- | ---------- | ------ | ---------- | ---------- |
| 1     | 2     | Марианна Сен-Желе     | Канада     | 43,437 | +0,000     | Q          |
| 2     | 17    | Анна Зайдель          | Германия   | 43,742 | +0,305     | Q          |
| 3     | 54    | Лара ван Рёйвен       | Нидерланды | 43,771 | +0,334     |            |
| 4     | 31    | Магдалена Варакомская | Польша     | 44,311 | +0,874     |            |

#### Забег 8
| Место | Номер | Спортсменка       | Страна           | Время     | Отставание | Примечание |
| ----- | ----- | ----------------- | ---------------- | --------- | ---------- | ---------- |
| 1     | 44    | Чхве Мин Джон     | Республика Корея | 42,870 OR |            | Q          |
| 2     | 11    | Петра Ясапати     | Венгрия          | 55,641    | +12,771    | Q          |
| 3     | 93    | Эмина Малагич     | ОСР              | 56,808    | +13,938    |            |
| —     | 6     | Шарлотт Гилмартин | Великобритания   | —         | —          | PEN        |

### Четвертьфинал
В четвертьфинале участвуют 16 спортсменок, разделённые на 4 забега по 4 конькобежки в каждом. В полуфинал выходят по 2 лучших спортсменки из каждого забега.

#### Забег 1
| Место | Спортсменка         | Страна     | Время  | Отставание | Примечание |
| ----- | ------------------- | ---------- | ------ | ---------- | ---------- |
| 1     | Арианна Фонтана     | Италия     | 43,128 |            | Q          |
| 2     | Яра ван Керкхоф     | Нидерланды | 43,197 | +0,069     | Q          |
| 3     | Наталия Малишевская | Польша     | 43,384 | +0,256     |            |
| —     | Марианна Сен-Желе   | Канада     | —      | —          | PEN        |

#### Забег 2
| Место | Спортсменка   | Страна         | Время     | Отставание | Примечание |
| ----- | ------------- | -------------- | --------- | ---------- | ---------- |
| 1     | Элиза Кристи  | Великобритания | 42,703 OR |            | Q          |
| 2     | Ким Бутен     | Канада         | 42,789    | +0,086     | Q          |
| 3     | Андреа Кеслер | Венгрия        | 43,053    | +0,350     |            |
| 4     | Анна Зайдель  | Германия       | 44,325    | +1,622     |            |

#### Забег 3
| Место | Спортсменка       | Страна | Время  | Отставание | Примечание |
| ----- | ----------------- | ------ | ------ | ---------- | ---------- |
| 1     | Софья Просвирнова | ОСР    | 43,466 | +0,000     | Q          |
| 2     | Фань Кэсинь       | Китай  | 43,485 | +0,019     | Q          |
| 3     | Хань Юйтун        | Китай  | 43,627 | +0,161     |            |
| 4     | Мааме Биней       | США    | 44,772 | +1,306     |            |

#### Забег 4
| Место | Спортсменка        | Страна           | Время  | Отставание | Примечание |
| ----- | ------------------ | ---------------- | ------ | ---------- | ---------- |
| 1     | Цюй Чуньюй         | Китай            | 42,954 | +0,000     | Q          |
| 2     | Чхве Мин Джон      | Республика Корея | 42,996 | +0,042     | Q          |
| 3     | Мартина Вальчепина | Италия           | 43,023 | +0,069     |            |
| 4     | Петра Ясапати      | Венгрия          | 43,043 | +0,089     |            |

### Полуфинал
В полуфинале участвуют 8 спортсменок, разделённые на 2 забега по 4 конькобежки в каждом. В финал A выходят по 2 лучших спортсменки из каждого забега, остальные отправляются в финал B.

#### Забег 1
| Место | Спортсменка       | Страна           | Время     | Отставание | Примечание |
| ----- | ----------------- | ---------------- | --------- | ---------- | ---------- |
| 1     | Чхве Мин Джон     | Республика Корея | 42,422 OR | +0,000     | QA         |
| 2     | Арианна Фонтана   | Италия           | 42,635    | +0,213     | QA         |
| 3     | Софья Просвирнова | ОСР              | 43,219    | +0,797     | QB         |
| —     | Фань Кэсинь       | Китай            | —         | —          | PEN        |

#### Забег 2
| Место | Спортсменка     | Страна         | Время  | Отставание | Примечание |
| ----- | --------------- | -------------- | ------ | ---------- | ---------- |
| 1     | Яра ван Керкхоф | Нидерланды     | 43,182 | +0,000     | QA         |
| 2     | Элиза Кристи    | Великобритания | 43,184 | +0,002     | QA         |
| 3     | Ким Бутен       | Канада         | 43,234 | +0,052     | ADVA       |
| —     | Цюй Чуньюй      | Китай          | —      | —          | PEN        |

### Финал

#### Финал B
| Место | Спортсменка       | Страна | Время | Отставание | Примечание |
| ----- | ----------------- | ------ | ----- | ---------- | ---------- |
| 1     | Софья Просвирнова | ОСР    | —     | —          |            |

#### Финал A
| Место | Спортсменка     | Страна           | Время    | Отставание | Примечание |
| ----- | --------------- | ---------------- | -------- | ---------- | ---------- |
| 1     | Арианна Фонтана | Италия           | 42,569   |            |            |
| 2     | Яра ван Керкхоф | Нидерланды       | 43,256   | +0,687     |            |
| 3     | Ким Бутен       | Канада           | 43,881   | +1,312     |            |
| 4     | Элиза Кристи    | Великобритания   | 1:23,063 | +40,494    |            |
| —     | Чхве Мин Джон   | Республика Корея | —        | —          | PEN        |